# GG Весов
GG Весов (лат. GG Librae), HD 138344 — одиночная переменная звезда в созвездии Весов на расстоянии приблизительно 700 световых лет (около 215 парсеков) от Солнца. Видимая звёздная величина звезды — от +6,93m до +6,83m.

## Характеристики
GG Весов — красный гигант, пульсирующая полуправильная переменная звезда (SR:) спектрального класса M5:III или M4III.